# H&E R80
El motor H&E R80, és el més petit de la gamma de motors que fabrica la casa H&E i està indicat per a pilots d'un pes no superior als 75 Kg. Possiblement fos dels primers motors fabricats per aquesta marca el 1999, i en principi fabricat sota demanda.
Posseeix embragatge centrífug i és molt lleuger. A continuació, s'inclou el quadre d'empenta que indica la marca :
| Taula d'empenta |               |
| RPM             | Empenta en Kg |
| 6.000           | 22            |
| 7.000           | 31            |
| 8.000           | 41            |
| 9.400           | 48            |

Aquestes empentes estan supeditades a l'hèlix emprada, a les condicions meteorològiques i a l'alçada.